# Odwach w Siedlcach

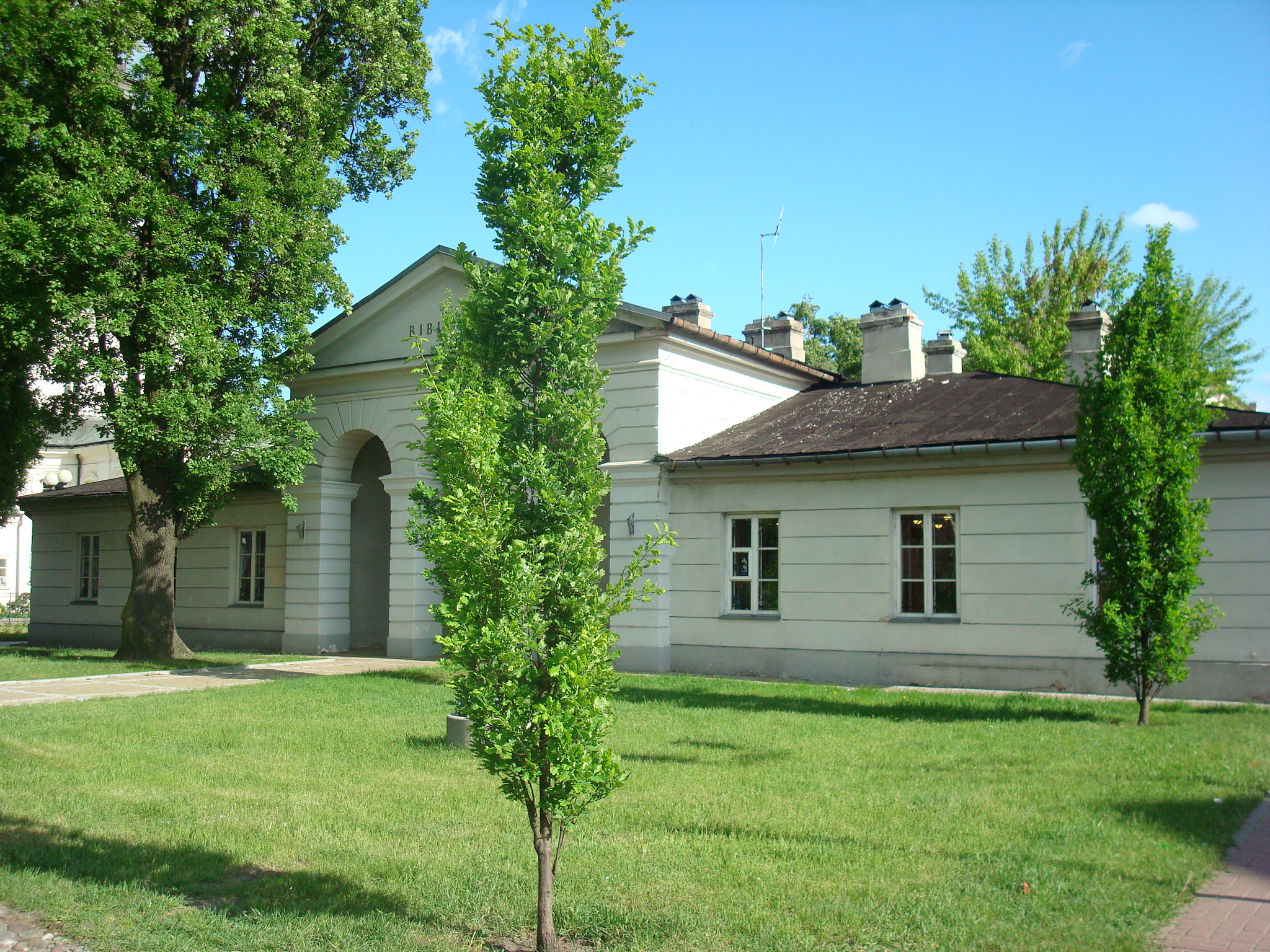
Miejska Biblioteka Publiczna

Odwach w Siedlcach – klasycystyczna budowla, mieszcząca się przy ul. J. Piłsudskiego 2, oparta na kształcie litery T, wybudowana w drugiej połowie XVIII wieku., rozbudowana w I połowie XIX wieku. Dawniej służyła jako budynek wag miejskich, później pełniła funkcję pomieszczenia dla straży miejskiej, obecnie jest siedzibą Miejskiej Biblioteki Publicznej.

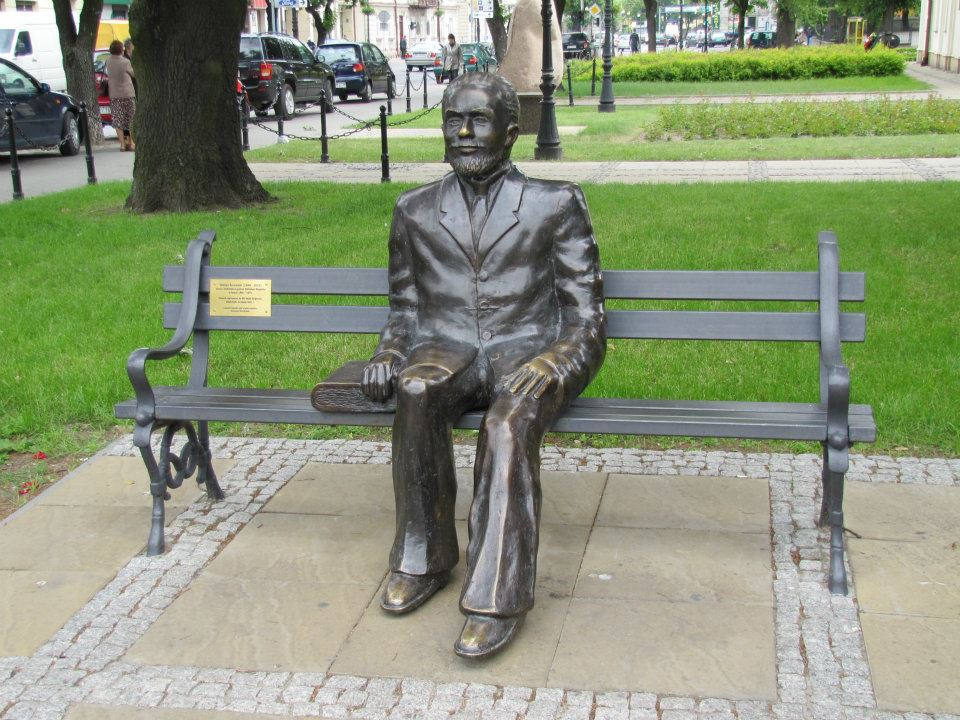
Ławka Stefana Żeromskiego znajdująca się przed wejściem do Biblioteki

 Budynek wpisany jest do rejestru zabytków pod  nr rej.: A-342 z 31.12.1983